# Joanna Wyszyńska-Prosnak
Joanna Wyszyńska-Prosnak (ur. 28 listopada 1928, zm. 2 grudnia 2009 w Warszawie) – polska malarka, historyk sztuki i konserwator zabytków.

## Życiorys
Studiowała na Wydziale Konserwacji Malarstwa warszawskiej Akademii Sztuk Pięknych oraz na Wydziale Historii Sztuki na Uniwersytecie Warszawskim. Od 1954 była członkiem Stowarzyszenia Historyków Sztuki, należała również do Związku Polskich Artystów Plastyków, International Council of Museums (Międzynarodowej Rady Muzeów), Stowarzyszenia Muzealników Polskich. Joanna Wyszyńska-Prosnak przez wiele lat kierowała Pracownią Konserwacji Malarstwa Sztalugowego i Rzeźby Polichromowanej Pracowni Konserwacji Zabytków i w tym zakresie była rzeczoznawcą w Ministerstwie Kultury i Sztuki. Dorobek naukowy stanowią liczne publikacje dotyczące konserwacji dzieł sztuki i zabytków muzealnych, m.in. „Notatki mnie dostępne związane z Wystawą Światową zorganizowaną w Nowym Jorku i z polskim pawilonem na tej wystawie”. Uznaniu dorobku naukowego Joanna Wyszyńska-Prosnak była odznaczona Krzyżem Kawalerskim Orderu Odrodzenia Polski, Srebrnym Krzyżem Zasługi, Odznaką Zasłużonego Działacza Kultury oraz Złotą Odznaką „Za opiekę nad zabytkami” i Złotą Odznaką Pamiątkową Pracowni Konserwacji Zabytków.